# Linognathoides
Linognathoides ist eine Gattung der Echten Tierläuse mit weltweiter Verbreitung, die bei Erdhörnchen parasitiert. Morphologisch ähnelt die Gattung aufgrund der stark sklerotisierten Pleuriten im Bauchbereich, die zahnartig über den seitlichen Körper herausragen, und der kleinen Tracheenöffnungen der Schwestergattung Polyplax und der Gattung Linognathus. Das große Abdomen ist häutig und besitzt weder Sterniten noch Tergiten. Lange Borsten bedecken Bauch und Rücken des Abdomens. Das letzte Bauchsegment stellt sich bei Männchen als fingerförmige Lappen dar. Der Kopf verbreitert sich unmittelbar hinter den Fühlern.
Die Gattung enthält folgende Arten:
- Linognathoides baibacinae, Wirt: Graues Murmeltier
- Linognathoides citelli, Wirt: Zieselmaus
- Linognathoides cynomyis, Wirt: Schwarzschwanz-Präriehund
- Linognathoides faurei, Wirte: Kaokoveld-Borstenhörnchen, Kap-Borstenhörnchen
- Linognathoides laeviusculus, Wirte: Arktischer Ziesel, Belding-Ziesel, Columbia-Ziesel, Daurischer Ziesel, Dreizehnstreifen-Hörnchen, Europäischer Ziesel, Felsenziesel, Franklin-Ziesel, Gelbziesel, Goldmantelziesel, Kalifornischer Ziesel, Kleinziesel, Langschwanzziesel, Perlziesel, Richardson-Ziesel, Rotgelber Ziesel, Rotwangenziesel, Townsend-Ziesel, Washington-Ziesel, Weißschwanz-Antilopenziesel
- Linognathoides marmotae, Wirte: Eisgraues Murmeltier, Gelbbauchmurmeltier, Waldmurmeltier
- Linognathoides palaearctus, Wirte: Graues Murmeltier, Himalaya-Murmeltier, Langschwanzmurmeltier, Sibirisches Murmeltier, Steppenmurmeltier
- Linognathoides pectinifer, Wirt: Atlashörnchen
- Linognathoides relictus, Wirt: Ziesel-Arten
- Linognathoides schizodactylus, Wirt: Perlziesel
- Linognathoides traubi, Wirt: Tropischer Ziesel